# Pterygopleurum
Pterygopleurum là chi thực vật có hoa trong họ Apiaceae.